# غاري داي (موسيقي)
غاري داي (بالإنجليزية: Gary Day)‏ هو موسيقي بريطاني، ولد في 27 يونيو 1965 في إنجلترا في المملكة المتحدة.

## وصلات خارجية
- غاري داي على موقع ميوزك برينز (الإنجليزية)